# Delta Axiou - Loudia - Aliakmοna - Alyki Kitrous
Delta Axiou - Loudia - Aliakmοna - Alyki Kitrous este o arie protejată (arie de protecție specială avifaunistică — SPA) din Grecia întinsă pe o suprafață de 28.855,18 ha, integral pe uscat.

## Localizare
Centrul sitului Delta Axiou - Loudia - Aliakmοna - Alyki Kitrous este situat la coordonatele 40°31′06″N 22°41′45″E / 40.518369°N 22.695929°E.

## Înființare
Situl Delta Axiou - Loudia - Aliakmοna - Alyki Kitrous a fost declarat arie de protecție specială avifaunistică în februarie 1988 pentru a proteja 52 de specii de animale.

## Biodiversitate
Situată în ecoregiunile marină mediteraneană și mediteraneană, aria protejată nu include niciun habitat protejat.
La baza desemnării sitului se află mai multe specii protejate de  păsări (51): pescăruș albastru (Alcedo atthis), rață pitică (Anas crecca), rață mare (Anas platyrhynchos), Anser albifrons albifrons, fâsă-de-câmp (Anthus campestris), stârc cenușiu (Ardea cinerea), pietruș (Arenaria interpres), ciuf de câmp (Asio flammeus), pasărea ogorului (Burhinus oedicnemus), ciocârlie-cu-degete-scurte (Calandrella brachydactyla), fugaci mic (Calidris minuta), bătăuș (Calidris pugnax), prundăraș de sărătură (Charadrius alexandrinus), prundaș gulerat mare (Charadrius hiaticula), lăstun de casă (Delichon urbicum), egretă mică (Egretta garzetta), șoim de iarnă (Falco columbarius), lișiță (Fulica atra), cufundar polar (Gavia arctica), scoicar (Haematopus ostralegus), piciorong (Himantopus himantopus), rândunică (Hirundo rustica), Hydrocoloeus minutus, stârc pitic (Ixobrychus minutus), sfrânciocul cu frunte neagră (Lanius minor), sitar de mal nordic (Limosa lapponica), sitar de mâl (Limosa limosa), rață fluierătoare (Mareca penelope), Mergus serrator, prigoare (Merops apiaster), cormoran mic (Microcarbo pygmaeus), codobatura galbenă (Motacilla flava), culic cu cioc subțire (Numenius tenuirostris), stârc de noapte (Nycticorax nycticorax), dropie (Otis tarda), vrabie negricioasă (Passer hispaniolensis), Phalacrocorax aristotelis desmarestii, Phalacrocorax carbo sinensis, flamingo roz (Phoenicopterus roseus), ploier auriu (Pluvialis apricaria), ploier argintiu (Pluvialis squatarola), corcodel mare (Podiceps cristatus), corcodel-cu-gât-negru (Podiceps nigricollis), lăstun de mal (Riparia riparia), chiră de baltă (Sterna hirundo), chiră mică (Sternula albifrons), fluierar negru (Tringa erythropus), fluierar cu picioare verzi (Tringa nebularia), fluierarul de zăvoi (Tringa ochropus), fluierarul cu picioare roșii (Tringa totanus), Zapornia parva.
Pe lângă speciile protejate, pe teritoriul sitului au mai fost identificate 7 specii de păsări, 5 specii de amfibieni, 1 specie de mamifere, 4 specii de pești, 13 specii de reptile.